# Юрі Ратас
Юрі Ратас (ест. Jüri Ratas, нар. 2 липня 1978, Таллінн) — естонський політик, голова Центристської партії Естонії, з 23 листопада 2016 року до 26 січня 2021 обіймав посаду прем'єр-міністра Естонії. З 18 березня 2021 року обіймає посаду Президента Рійгікогу, з листопада 2005 року до березня 2007 року — мер міста Таллінна.

## Життєпис
2002 року закінчив Талліннський технічний університет, отримав ступінь магістра економіки. 2005 року закінчив інститут права Тартуського університету, бакалавр правознавства. Мер Таллінна з листопада 2005 по березень 2007 року. Обіймав посаду віцемера із квітня 2003 до жовтня 2004 і з березня 2005 по листопад 2005 року. З 5 листопада 2016 року голова Центристської партії Естонії.
На початку листопада 2016 року було винесено вотум недовіри уряду Тааві Рийваса, після низки консультацій естонський Рійгікогу 23 листопада затвердив новим главою уряду Юрі Ратаса.

## Нагороди
- Орден князя Ярослава Мудрого II ст. (Україна, 21 жовтня 2022) — за значні особисті заслуги у зміцненні міждержавного співробітництва, підтримку державного суверенітету та територіальної цілісності України, вагомий внесок у популяризацію Української держави у світі[7]